# Студенец (Архангельская область)
Студенец — посёлок в Устьянском районе Архангельской области. Входит в состав муниципального образования «Плосское».

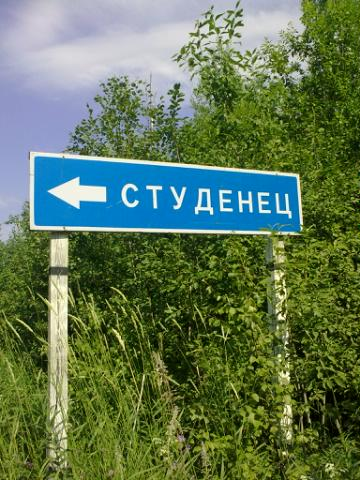
Рядом со Студенецкой отвороткой, до посёлка 4 км

## География
Посёлок Студенец расположен в северо-западной части Устьянского района, на левом берегу реки Устья (приток Ваги).
Местность равнинная, высшая точка Полюдиха (80-85 метров). Близлежащие поселения: Лобаново, Кузоверы

## История
Посёлок появился на рубеже 20-30 годов (в 20-х, как лагпункт, трудовой лагерь). С 1940 по 2006 год здесь действовал Студенецкий лесопункт Устьянского леспромхоза.

## Состав
Состоит посёлок из 14 улиц:
1. Дачная,
2. Заречная,
3. Зелёная,
4. Кашина,
5. Лесная,
6. Малая
7. Молодёжная,
8. Набережная,
9. Светлая,
10. Студенецкая,
11. Хуторская,
12. Центральная,
13. Школьная,
14. Южная.

## Население
| 2002 | 2010 | 2012 |
| ---- | ---- | ---- |
| 500  | ↘281 | ↗415 |